# Genil Castro
Genil de Castro Pacheco Júnior, mais conhecido como Genil Castro (Uberaba, 15 de dezembro de 1965) é um guitarrista brasileiro. Tem ampla participação no cenário brasileiro jazzístico e da música instrumental. É radicado em Brasília.

## Os anos de formação
Filho do médico Genil de Castro Pacheco e da enfermeira Cleonice Alves. Teve grande  influência de seus pais pelas coleções de LP em casa,  em especial, de sua mãe que além de escrever poesias tinha muito interesse por música erudita, principalmente Chopin. Começou a estudar piano aos 12 anos, mas em pouco tempo perdeu o interesse, na época começou a ouvir Rock. O que eletrizava mesmo sua imaginação era a Fender vermelha de Betinho (e seu Conjunto Dançante), nome quase esquecido da Jovem Guarda, que Genil teve a chance de ouvir em um evento na Igreja Batista. "O rock n’ roll era minha válvula de escape nesse período". Por indicação do professor e pianista Felício Boccomino, Genil procura Sidney Barros (Gamela) para aulas de violão,  com álbuns do Queen e AC/DC debaixo do braço, levou um fora daqueles. "Quer ser guitarrista? Comece quebrando esses discos, esses caras são uns picaretas", disparou Gamela. No entanto, Genil saiu da casa do Gamela tocando um arranjo de Viagem e com um LP de Jazz, Gamela  percebendo o interesse de Genil pela guitarra elétrica sentenciou:   "é essa guitarra aqui que você tem que ouvir", o disco era 'Hello Herbie" de Oscar Peterson Trio com o guitarrista Herb Ellis.
No início dos anos 1980, muda para Brasília, reencontra Gamela em 1981 e estuda com o mestre por dois anos. Gamela exerceu grande influência sobre Genil  "foi na sala do Gamela onde ouvi Tom Jobim, Baden Powell, Paul Desmond, Ed Bickert, Bill Evans e vários outros pela primeira vez" . Os anos de aprendizado com Gamela que incluíram longas seções de audição  e análises filosófico-musicais de Bossa Nona e Jazz que marcaram a vida do jovem guitarrista, exercendo grande influência sobre seu estilo e maneira de encarar a música.
Genil mergulhou então no mundo do jazz. Periodicamente, viajava para Goiânia com o intuito exclusivo de garimpar LPs importados na loja Opus. Foi assim que conheceu as gravações de Tal Farlow, Barney Kessel e Jim Hall. Nessa mesma época Genil descobre os guitarristas brasileiros Heraldo do Monte, Alemão e Hélio Delmiro, além dos sons mágicos do Hermeto Pascoal Grupo, foi um período de renascença para a música instrumental com selos como Som da Gente. A principal metamorfose, porém, ocorreu em 1983. Prestes a atingir a maioridade, o músico desembarcou em Hollywood, Califórnia, para se juntar aos talentos emergentes do Musician Institute of Technology (MIT) casa que abriga o Guitar Institute of Technlogy (GIT). Lá, conheceu os guitarristas virtuoses Lenny Breau e Joe Diorio, que se tornaram fontes perenes de inspiração. Joe, por sinal, homenageado com uma suíte no CD de Genil, Circum-Ambulação, a qual aprovou com louvor.
Genil também estudou com Joe Diorio em seus cursos de guitarra no Brasil em 1985/1989 (Rio de Janeiro) e 1995 (Brasília), participando também do curso de verão da Escola de Música de Brasília em 1998, com Toninho Horta.
Participou de alguns worshops e pequenos cursos nos EUA com: Lenny Breau, Howard Roberts, Mick Goodrick, Joe Diorio, Larry Coryell, Steve Morse, Tommy Tedesco e Moacir Santos. Se interessou desde o início pelo Jazz e tem como principais influencias: Bill Evans, Jim Hall, Lenny Breau, Joe Diorio e Pat Martino.

## Atuação profissional
Genil é conhecido no meio musical pela exploração harmônica que realiza ampliando as possibilidades harmônicas da guitarra e do violão. Influenciado por Bill Evans e Lenny Breau, o músico segue a tradição do “piano elétrico de colo”, iniciada por Breau, trazendo novas cores e possibilidades de expressão para o instrumento.
Tocou e/ou gravou com importantes músicos, tais como: João Donato, Joe Diorio, Toninho Horta, Don Burrows, Vittor Santos, Nelson Farias, Jeff Andrews, Jorge Helder, Paulo Braga, Hamilton de Holanda, Paulo Russo, Andrew Scott Potter, Steve Barnes, Ademir Junior, Moisés Alves (Paraíbach), Daniel Alcântara, Rubinho Antunes, Leandro Braga, Carlos Bala, Widor Santiago, Carlos Malta, Márcio Bahia, Cássia Eller, Alex Carvalho, Carlos Ribeiro Jr, Sérgio Galvão, Cássio Moura, Marco Tulio Pinheiro, Yuri Popoff, Kiko Freitas, Lupa Santiago, Délia Fischer, Lourival Galliani, Arnou de Mello, Marcos Britto, Erivelton Silva, Nema Antunes, Eric Sayer, Ricardo Boy Nakamura, Gamela, Saulo Ferreira, Niromar Fernandes, Alex Queiroz, Serge von Frasunkiewicz, Paulo Dantas, Ticho Lavenère, Oswaldo Amorim, Affinity Jazz Trio, Marabeau Jazz Trio, entre outros.
Em 2009 lançou o CD “circum ambulação circum ambulation”. Neste cd faz uma homenagem pessoal ao seu grande professor e músico Joe Diorio, com canções originais, baladas de jazz e uma leitura de guitarra jazz de compositores clássicos como Chopin, Scriabin e Tchaikovsky. Destaca-se também obras de importantes compositores brasileiros.
Em seu site pode-se ouvir algumas de suas composições, entre as quais: You don’t know what love is, Speakeasy blues, Hymn to the holy mother e Valsa para leila. Além de poder assistir a vídeos de suas performances com Scriabin on Jazz Guitar Fuillet dalbum, Op. 45 No. 1, Genil Castro CD Circum Ambulation (vídeo onde pode-se ouvir trechos das faixas de seu cd), Genil Castro Trio Bombaim Baião e Essa Mulher.
Segundo Doc Dosco, em seu artigo sobre o guitarrista brasileiro Genil Castro, Genil possui uma maneira muito especial de tocar guitarra, trazendo uma abordagem criativa sobre o instrumento com um lindo timbre e sentimento.  Michael Lawrence esceveu sobre o álbum Circum-Ambulação: "
“ Genil Castro é um mestre da guitarra tradicional do Jazz. Sua complexidade harmônica, sua técnica mágica e som aveludado demonstram um alto grau de respeito pela tradição e história do instrumento. Ele tem influencias dos melhores  antigos mestres como Jim Hall, Wes Montgomery, Pat Martino e outros, enquanto também navega no mundo moderno da guitarra com sons que remetem à John Scofield e Bill Frisell. Eu considero ( o cd Circum Ambulação) uma audição necessária a qualquer amante verdadeiro da "jazz guitar".
Gustavo Falleiros, em um artigo publicado pelo Correio Braziliense em 7 de novembro de 2009 , fala sobre a técnica desse guitarrista: “Dono de um timbre aveludado, Genil Castro parece fazer da guitarra uma extensão de sua polidez. Ele tira do instrumento acordes piano, com harmônicos que parecem dedilhados de harpa. Ouvintes distraídos são capazes de esticar o pescoço, procurando no palco um teclado invisível. Mas a tapeçaria sonora do guitarrista é alinhavada apenas com cordas de aço.” E continua sua entrevista:
"Sempre fui muito autocrítico. Eu pensava: 'Fale quando tiver algo a dizer, senão fique calado'. Essa não foi uma política muito boa em termos profissionais - o perfeccionismo é irmão gêmeo da protelação", pondera. Assim, sem alarde, burilou seu estilo ouvindo jazz e música instrumental brasileira, estudando livros sobre harmonia, dando aulas para dezenas de alunos. Jamais se dedicou a compor, mas os temas autorais brotaram espontaneamente. Custou a acreditar, por exemplo, que havia escrito Samba pro Pacheco. Fez uma enquete entre os amigos para saber se a melodia era conhecida. Diante das negativas, concluiu: "É, eu devo ter feito essa música".
O disco Circum-Ambulação também foi concebido sem planejamento. Genil só começou a levá-lo a sério após a liberação de uma verba do Fundo de Apoio à Cultura (FAC). O dinheiro não deu nem para o começo, mas criou a obrigação de apresentar um produto. Vendeu o carro e convidou o arranjador Celso Bastos para ajudá-lo na empreitada. Acabou gravando composições de Scriabin, Chopin, Michel Legrand, Toninho Horta e Gilberto Gil, além daquelas de lavra própria. Nesse processo, contou com o incentivo dos centenas de fãs virtuais que acessam seus vídeos na web e deixam recados carinhosos.
Na verdade, o curso aleatório dos acontecimentos não incomoda o guitarrista, admirador de filósofos espiritualistas como Alan Watts. "As ideias que melhor funcionam são aquelas que você menos interfere", acredita. Essa concepção quase zen permeia não só sua musicalidade, mas seu trabalho como educador na Escola de Música de Brasília, entre 1999 até aos dias de hoje, Genil ajudou a montar um núcleo exclusivamente voltado para o estudo da guitarra. "Muitas vezes, cuida-se do instrumentista, mas descuida-se do ser humano por trás do instrumento.  como já disse o Guinga: "O importante é buscar a música em você e não você na música."

## Encontro com Cássia Eller
É difícil imaginar, mas o discreto Genil foi parceiro da explosiva Cássia Eller entre 1985 e 1986. "Na verdade, ela foi minha primeira aluna. Mostrei para ela os discos de Joe Pass com a Ella Fitzgerald e a gente se apresentou algumas vezes com repertório de jazz". Nesse breve temporada, tocaram no Chorão (302 Norte) e no Moinho (314 Sul). O guitarrista também acompanhou a cantora em seu primeiríssimo show, no Bom Demais (706 Norte), em que tocavam Beatles.
Em 2004, obteve licenciatura em música na UnB e, agora, é mestre em musicologia pela mesma instituição.